# Primula tschuktschorum
Primula tschuktschorum är en viveväxtart som beskrevs av Frans Reinhold Kjellman. Primula tschuktschorum ingår i släktet vivor, och familjen viveväxter. Inga underarter finns listade i Catalogue of Life.

## Bildgalleri

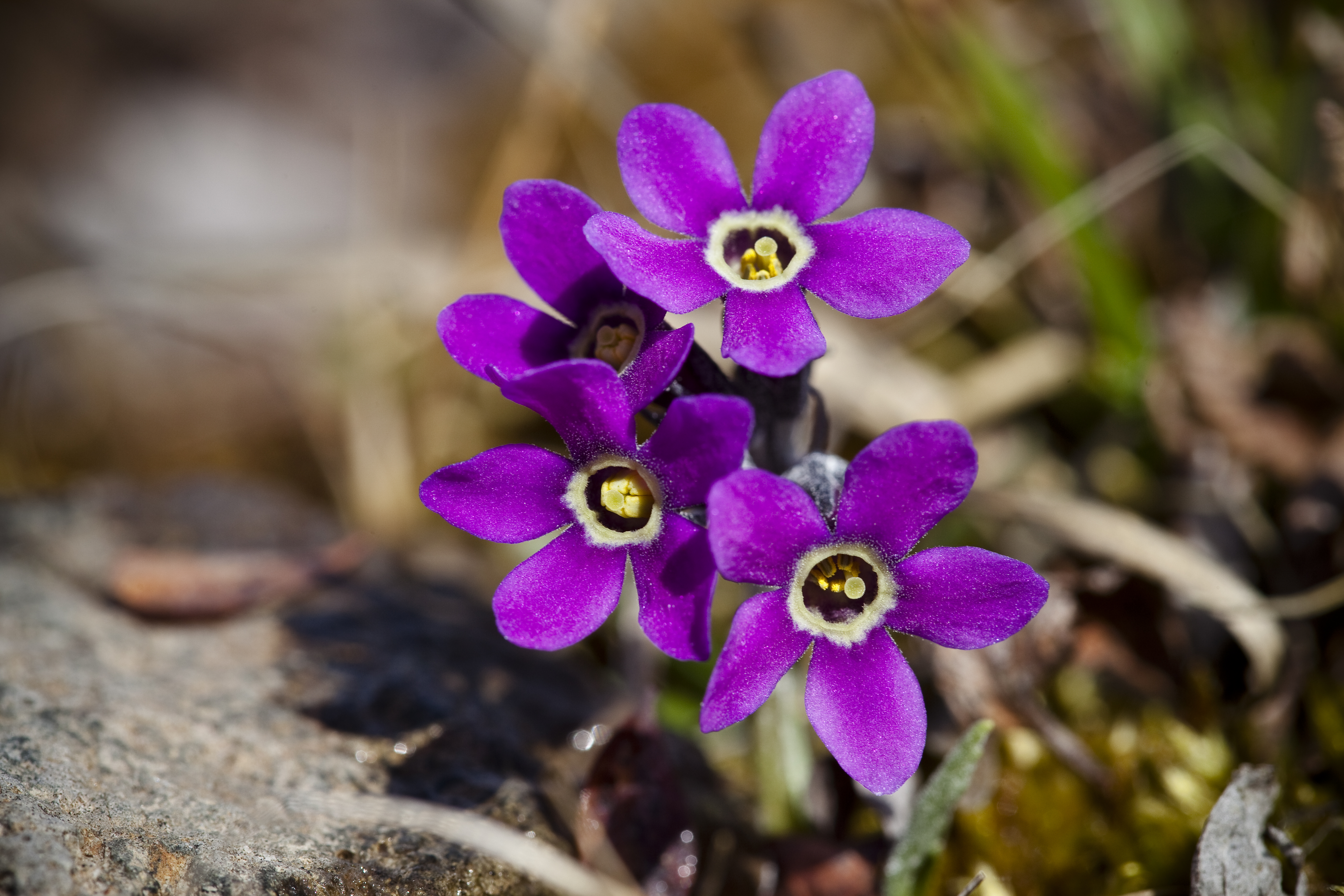
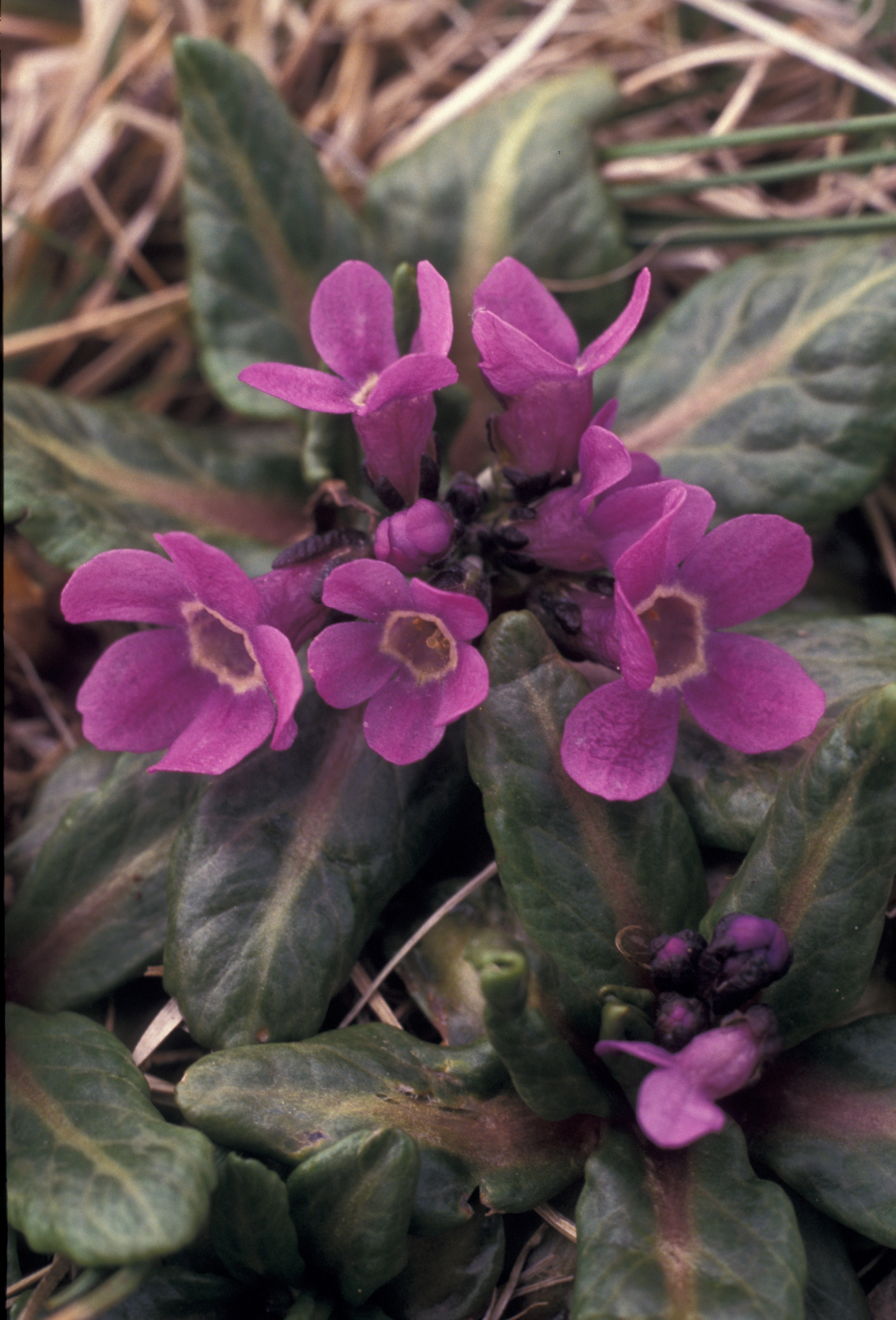